# Melitaea ussuriae
Melitaea ussuriae är en fjärilsart som beskrevs av Ruggero Verity 1932. Melitaea ussuriae ingår i släktet Melitaea och familjen praktfjärilar. Inga underarter finns listade i Catalogue of Life.